# Alejandro Maurín
Alejandro Maurín (Buenos Aires, Argentina; 6 de noviembre de  1927 - Buenos Aires, 4 de octubre de 1989) fue un famoso bailarín, coreógrafo, escritor y acróbata argentino.

## Carrera
Maurín se destacó notablemente en el circo debido a sus dotes para la acrobacia. Fue bailarín de patinaje sobre hielo. Fue uno de los artistas más completos e importantes de Argentina, fundador De holiday on ice, inventó el malambo sobre hielo, baile típico gaucho y dirigió el primer espectáculo de tango y folklore en pistas de hielo. 
Formó el conjunto cómico Los Génios con los que se presentó tanto en teatro como en televisión. Fue convocado para prestar sus servicios en diversos ámbitos internacionales como el Carnegie Hall de Nueva Center y también en numerosos países de Europa y África.
En teatro se inició como bailarín en el Teatro Maipo, luego integró la obra revisteril dirigida por Carlos A. Petit en el Teatro Avenida llamada Vamos Argentina... todavía formado por Dringue Farías, Vicente Rubino, Mirtha Amat, Roberto García Ramos, Lynn Allison, Graciela Buttaro, Adriana Parets y Nélida Palacios. Con co- dirección y escenografía de Francisco Reimundo. En el exterior presentó obras como El clan infantil con gran éxito.
Fue figura en Berlín, París y las capitales de más de treinta países como Showman. Además fue el fundador y director del primer espectáculo de Revista en New York.
También escribió dos libros de poesías titulados Ella, yo y el futuro y Un dolar para un fusil.

## Vida privada
En la década de 1940 contrajo matrimonio con la actriz y vedette argentina Ámbar La Fox con quien en 1958 tienen en uno de sus viajes a Viena, Austria, a su única hija la también actriz y vedette Reina Reech. Luego se separa de La Fox cuando ella decide irse con el compositor Bubby Lavecchia, y el forma pareja con la bailarina Nélida Palacios, fruto de esa relación nace sus hijos el cantante Sander Maurín y Greta Maurín. Sus yernos fueron el periodista y conductor Nicolás Repetto y el bailarín y actor Pablo Lena, y sus nietos son la actriz Juana Repetto y el modelo Bautista Lena.

## Fallecimiento
El 4 de octubre de 1989 tras dejar sus hijos más pequeños en la escuela, tuvo un trágico accidente de tránsito en su moto. Como no llevaba casco sufrió un grave golpe en su cabeza dejándolo inconsciente. Falleció como consecuencias de las lesiones neurológicas irreversibles un miércoles. Sus restos fueron cremados por decisión de él.

## Filmografía
- 1962: Disloque en Mar del Plata.
- 1954: El Fenómeno.
- 1953: Los tres mosquiteros.

## Espectáculos
- Vamos Argentina... todavía.
- Carnaval sobre hielo

## Libros
- 1971: El enviado
- 1971: Un dólar para un fusil ( editado en New York).
- 1965: Ella, yo y el fruto